# 兄弟大飯店

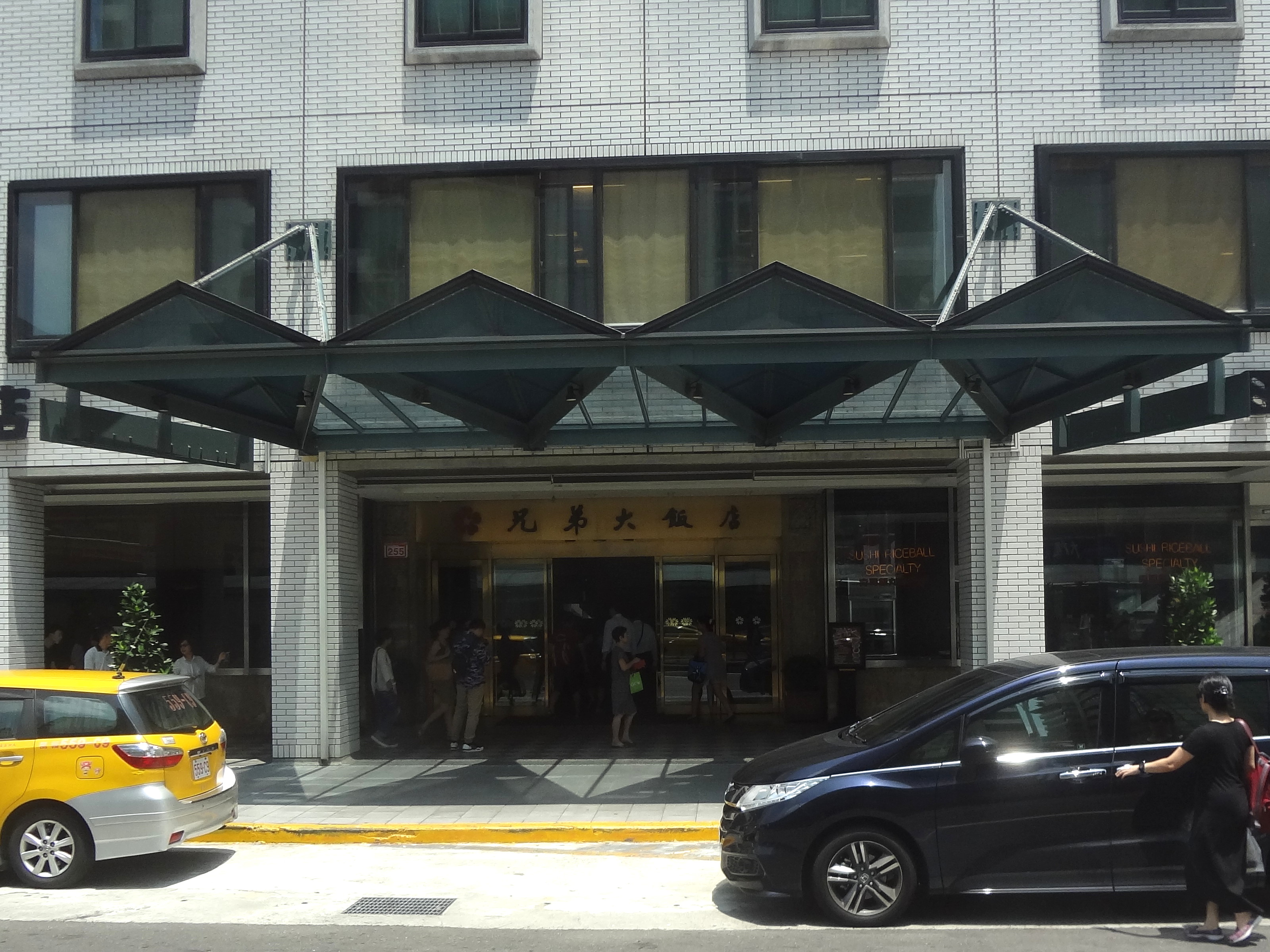
兄弟大飯店大門

兄弟大飯店（英語：Brother Hotel），是臺灣臺北市的一家四星級（原五星級）觀光飯店，位於松山區南京東路，緊鄰臺北捷運南京復興站。1979年9月13日創立，由洪騰勝、洪騰榮、洪瑞麟、洪瑞河、洪等五兄弟合資經營。早年以接待日本籍客人為主，餐廳以臺菜及港式飲茶知名。曾創建兄弟飯店棒球隊與中華職棒兄弟象隊。

## 簡史
1979年，洪騰勝以父親積蓄加上兄弟出資和貸款，募集1億5,000萬元在台北南京東路開設兄弟大飯店。

## 特色
飯店座落於南京東路商圈，有250間客房和8間各式料理餐廳。周圍環境有眾多中小企業群，鄰近捷運南京復興站出入口。相較於其他台北市內的觀光飯店，形象較為平價。

## 外部連結
- （繁體中文）（英文）（日語）兄弟大飯店（页面存档备份，存于）
- 兄弟大飯店  臺灣旅宿網 （页面存档备份，存于）
- 兄弟大飯店的Facebook專頁